# Sotuta
→Para otros usos de Sotuta, véase Sotuta (municipio) y Sotuta (cacicazgo).
Sotuta es una ciudad del centro de Yucatán, México y cabecera del municipio homónimo de Sotuta. Localizada a 75 kilómetros al sur oriente de la capital del estado, la cabecera está a 18 metros sobre el nivel del mar.

## Toponimia
En idioma maya el término Sotuta significa "Agua que da vueltas".

## Historia
Sobre la fundación de la ciudad de Sotuta se sabe que en la época prehispánica perteneció al cacicazgo de Sotuta gobernado por un Halach Uinik de ascendencia cocom: Nachi Cocom, guerrero que se opuso ferozamente a la conquista de Yucatán.
Después de la Conquista estuvo bajo el régimen de las encomiendas, entre las que se pueden mencionar la de Don Gonzalo Méndez y Juan Magaña en 1549; Don Gonzalo Magaña y Diego de Magaña en 1607, y la de Don Francisco de Magaña y Alfonso Hernández en 1652. 
El desarrollo de la población se acentúa a partir de 1821, cuando Yucatán se independiza de España. Se vuelve cabecera del partido de Beneficios Bajos en 1825.  
En 1846 el rancho denominado Kokolchén, perteneciente a la población de Sotuta, se erigió en pueblo con el nombre de "Zavala", en memoria del político, estadista y periodista yucateco Lorenzo de Zavala. 

## Fiestas tradicionales
- Del 3 al 12 de diciembre en honor a la Virgen de Guadalupe.
- Del 4 al 8 de septiembre en honor a la Virgen de la Natividad.
- El 23 de diciembre en honor de san Ildefonso.

Para las festividades de todos los Santos y fieles difuntos se acostumbra colocar un altar en el lugar principal de la casa; donde se ofrece a los difuntos la comida de su gusto y el tradicional Mukbil pollo, acompañado de atole de maíz nuevo, y chocolate batido con agua. En las fiestas regionales los habitantes participan en vaquerías y bailan las jaranas, haciendo competencias entre los participantes.

## Monumentos históricos
- La Casa del señor de Sotuta, antiguo palacio de Nachi Cocom.
- Templo dedicado a San Pedro Apóstol, construido en el siglo XVI.
- Capilla ubicada en la ermita en honor a la Santa Cruz, construida en el siglo XVIII.

## Personajes ilustres
- Nachi Cocom: Halach Uinik que se rebeló contra los españoles establecidos en T'Hó, combatiéndolos con ferocidad. No se tienen datos exactos  acerca de su nacimiento y muerte, pero fue aproximadamente entre 1510-1556.